# Habakuk (Band)
Habakuk ist eine deutsche Popband aus Frankfurt am Main, die 1975 aus Impulsen des 16. Deutschen Evangelischen Kirchentages in Frankfurt am Main gegründet wurde.
Die Band führt Neue Geistliche Lieder, also kirchliche Songs mit popmusikartigen Einflüssen, auf.

## Anfänge
Die „Liturgische Nacht“ mit Peter Janssens hat die Gründungsmitglieder inspiriert, eigene Wege auf dem Gebiet geistlicher Popularmusik zu suchen. Eugen Eckert, ein Gründungsmitglied, engagiert sich seit Beginn für die Band als Texter und Musiker.
Inhaltliche Schwerpunkte waren und sind neben geistlichen Themen auch Gegenwarts- und Zukunftsfragen, die Verantwortung für Frieden, Gerechtigkeit und die Bewahrung der Schöpfung Gottes; auch die Ökumene sowie das Leben und die Liebe.
Auch christliche Kinderlieder gehörten schon bald zum Repertoire.

## Lieder und Liederbücher
Insgesamt hat die Band über 1.000 Gemeinde- und Vortragslieder veröffentlicht. 1993 erschien im Stammteil des Evangelischen Gesangbuches das Habakuk-Lied „Bewahre uns, Gott“ (EG 171), das seither im gesamten deutschsprachigen Raum verbreitet und bekannt ist. Zum Stammteil des 2013 erschienenen neuen Gotteslobs der katholischen Kirche gehören neben „Bewahre uns, Gott“ (GL 453) auch die Habakuk-Lieder „Fürwahr, er trug unsre Krankheit“ (GL 292), „Meine engen Grenzen“ (GL 437) und „Noch ehe die Sonne am Himmel stand“ (GL 434).
Eine Fülle weiterer Habakuk-Lieder fand Eingang in die Anhänge der katholischen Diözesen (z. B. Limburg 2013), der evangelischen Landeskirchen (z. B. Hessen 1994), sowie in die Gesangbücher der Evangelisch-reformierten Kirchen der deutschsprachigen Schweiz (Zürich 1998), der Evangelisch-methodistischen Kirche (Stuttgart 2002), der Evangelischen Brüdergemeinde (Basel 2007) und des Bundes der Freien evangelischen Gemeinden (Holzgerlingen 2003).
Die umfangreichsten Zusammenstellungen von Liedern aus der Arbeit der Band HABAKUK sind in drei jungen Gesangbüchern enthalten:
1. „Durch Hohes und Tiefes“, Gesangbuch der evangelischen Studierendengemeinden in Deutschland (München 2008).
2. „Ein Segen sein“ – Junges Gotteslob (Limburg 2011)
3. „Atem des Lebens“ – Gesangbuch mit 333 Liedern hessischer Dichter und Komponisten von Kirchenliedern des 20. und 21. Jahrhunderts (München 2014).

Der Song Lebendig und kräftig und schärfer setzte das Thema des Evangelischen Kirchentages 2007 in Köln um. Der Titel der CD Wo bist du? nimmt das Motto des Evangelischen Kirchentages 2009 in Bremen auf. Bisher veröffentlichte die Band 18 Alben bzw. CDs.

## Diskografie
- Manchmal finde ich eine Spur (1981, LP/MC)
- Aus Liebe zum Menschen (1982, LP/MC)
- Singen will ich und nicht klagen (1984, LP/MC)
- Wasserspiegel (1987, LP/MC)
- Alles was lebt (1989, LP/MC)
- Blatt um Blatt (1991, CD/MC)
- Sturm kommt auf (1993, CD/MC)
- Unterwegs – 20 Jahre Habakuk (1995, CD/MC)
- Alles hat seine Zeit (1997, CD)
- Pusteblume, Löwenzahn (1998, CD/MC)
- Zweifach (1999, Doppel-CD)
- Es ist Sommer (2001, CD)
- Lichterloh (zum Ökumenischen Kirchentag) (2003, CD)
- Die Erde dreht sich zärtlich (30 Jahre Habakuk) (2005, CD)
- Mehr als Liebe, (2007, CD)
- Farbigkeit steckt an (Kinderlieder) (2009, CD)
- Wo bist du? (2009, CD)
- Ein Fenster zum Himmel (2011, CD)
- So viel (2013, Maxi-CD)
- Einfach so (2015) – 40 Jahre HABAKUK, Dreifach-CD mit 45 Liedern: Viele Hits aus vier Jahrzehnten und nagelneue Titel
- Jetzt (2017, CD)
- Was auch geschieht (2019, CD)
- Überall (2022, CD)